# 联邦党人文集
《联邦党人文集》或稱《聯邦論》、《聯邦主義議文集》（英語：Federalist Papers），是18世纪80年代三位美国政治家在制定美国宪法的过程中所写作的有关美国宪法和联邦制度的评论文章的合集，共收有85篇文章。这个集合直到20世纪才被普遍称为《联邦党人文集》。此書主要对美国宪法和美国政府的运作原理进行了剖析和阐述，是研究美国宪法的最重要的历史文献之一。

《联邦党人文集》的作者包括詹姆斯·麦迪逊、亚历山大·汉密尔顿、约翰·杰伊。他们使用了普布利乌斯这个笔名。这个名字来源于他们所尊敬的古罗马执政官Publius Valerius Publicola。麦迪逊常被后人称为美国宪法之父，并且担任了第四任美国总统。汉密尔顿是宪法会议中非常有影响力的一位代表，并成为美国首任财政部长。约翰·杰伊则是美国首任联邦最高法院首席大法官。在文集中，大多数文章是由汉密尔顿执笔的，麦迪逊也对文集做出了重大的贡献，而杰伊因为患病，只写了5篇文章。
这些文章的前77篇在1787年10月至1788年4月间分期刊登在《独立报》、《纽约郵報》（New York Packet）和《每日广告》（The Daily Advertiser）上。这77篇文章和其他八篇的汇编以两卷形式于1788年3月和5月由出版商J. & A. McLean出版，标题为《联邦党人：一组文章，支持1787年9月17日联邦大会通过的新宪法》（The Federalist: A Collection of Essays, Written in Favour of the New Constitution, as Agreed upon by the Federal Convention, September 17, 1787），最后的八篇文章（第78-85篇）于1788年6月14日至8月16日间在纽约报纸上重新发表。

《联邦党人》的作者意图是影响选民批准宪法。在《联邦党人》第1篇中，他们明确将这场辩论放在广泛的政治背景下：
人们经常评论说，决定这个重要问题似乎已经由这个国家的人民通过他们的行为和榜样来决定了，那就是，人类社会究竟是否真的能够通过思考和选择建立良好的政府，或者他们是否永远注定要依靠偶然和武力来决定他们的政治体制。
在《联邦党人》第10篇中，麦迪逊讨论了防止多数派派系暴政的手段，并倡导一个大规模的商业共和国。这在《联邦党人》第14篇中得到了补充，麦迪逊在这篇文章中审视了美国的情况，宣称这对于一个扩展的共和国来说是合适的，并以一种令人难忘的方式为联邦大会的宪法和政治创造力进行了辩护。
在《联邦党人》第84篇中，汉密尔顿认为没有必要通过增加《美利坚合众国权利法案》来修正宪法，坚持认为在拟议的宪法中保护自由的各种规定相当于「权利法案」。《联邦党人》第78篇，也是汉密尔顿所写，奠定了联邦法院对联邦立法或行政行为进行司法审查的基础。《联邦党人》第70篇提出了汉密尔顿关于一位首席执行官的论点。在《联邦党人》第39篇中，麦迪逊提出了被称为「联邦主义」的概念的最清晰的阐述。在《联邦党人》第51篇中，麦迪逊对于制衡政府的论点进行了精炼的阐述，这篇文章经常因为其对政府作为「对人类本性的所有反思中最伟大的一篇」的理由而被引用。根据历史学家理查德·B·莫里斯的说法，《联邦党人文集》中的文章是「对宪法的无与伦比的阐释，在政治科学上是美国后来任何作家的作品所无法匹敌的」。
1788年6月21日，新宪法被最低限度的九个州根据第七条款的要求批准。到1788年7月底，有十一个州批准了新宪法，新政府的组织工作开始了。

## 歷史

### 起因

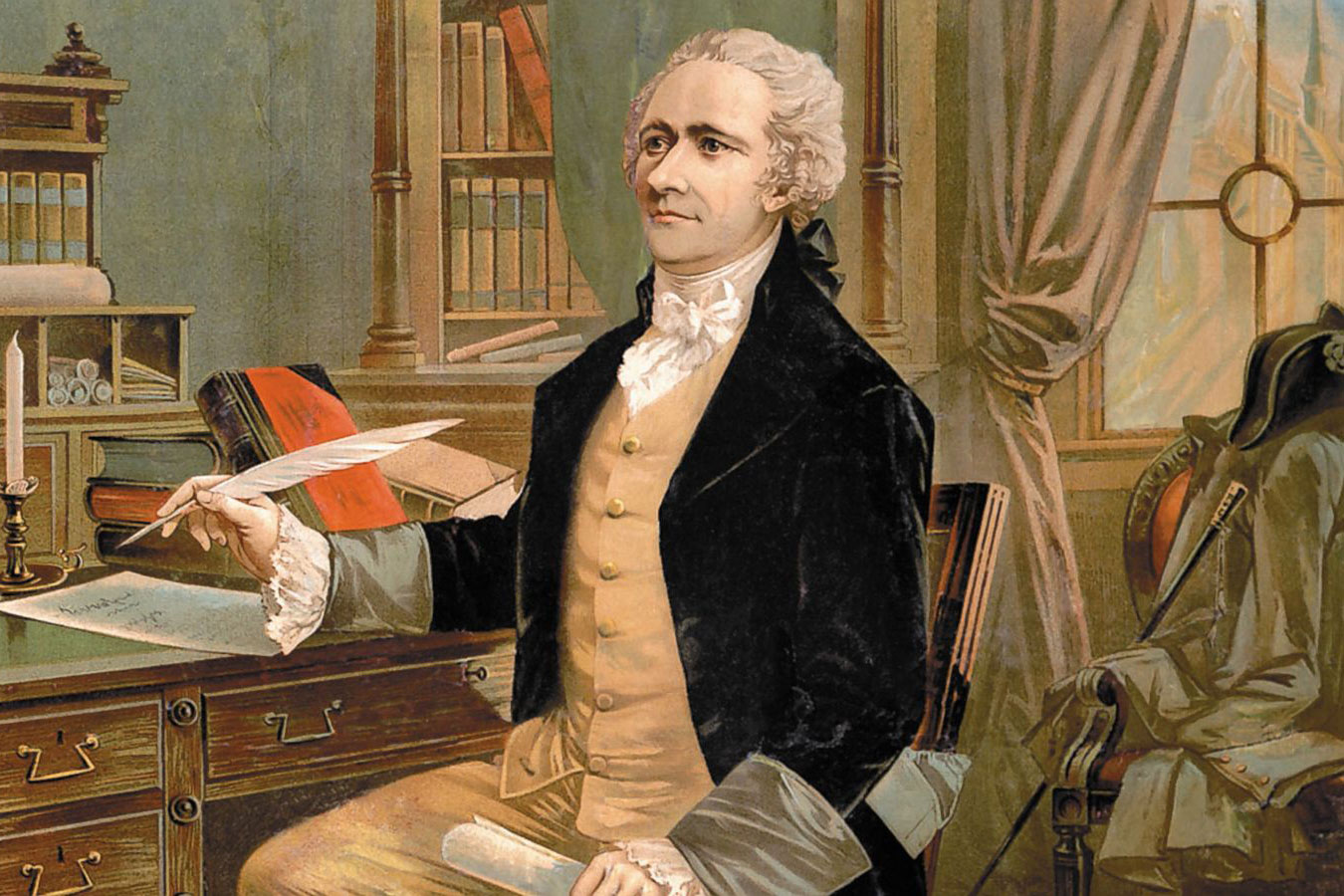
联邦党人文集的最主要作者:亚历山大·汉密尔顿

美国制宪会议將擬議的憲法提交給邦聯國會，後者於1787年9月底將其提交給各州進行批准。1787年9月27日，「加圖」（Cato）首次出現在紐約報紙上，批評這一提議；「布魯圖斯」（Brutus）則於1787年10月18日發表。這些以及其他批評新憲法的文章和公開信件最終被稱為「反聯邦主義者文集」（Anti-Federalist Papers）。作為回應，亞歷山大·漢密爾頓決定向紐約州人民發起對擬議憲法的有節制的辯護和廣泛解釋。他在《聯邦黨人文集》第1號中寫道，該系列將「試圖對出現的所有反對意見作出滿意的回答，這些意見可能會引起您的關注。」
漢密爾頓招募了該項目的合作者。他徵召了約翰·傑伊，後者在撰寫了四篇文章（《聯邦黨人文集》第2、3、4和5號）後生病了，只又貢獻了一篇文章《聯邦黨人文集》第64號。傑伊還在1788年春天將自己的案件浓缩成小册子《紐約州人民致辭》（An Address to the People of the State of New-York）；漢密爾頓在《聯邦黨人文集》第85號中表示贊同。詹姆斯·麥迪遜作為弗吉尼亞州代表出席邦聯國會，受漢密爾頓和傑伊之邀成為漢密爾頓的主要合作者。考慮邀請的另外兩位是古弗尼尔·莫里斯和威廉·杜爾。然而，莫里斯拒絕了邀請，漢密爾頓拒絕了杜爾寫的三篇文章。杜爾後來以「菲洛-普布利烏斯」（Philo-Publius）的名義支持這三位聯邦主義者作者，這個名字的意思是「人民的朋友」或「漢密爾頓的朋友」，這是根據漢密爾頓的筆名“普布利烏斯”來說的。
漢密爾頓選擇了化名「普布利烏斯」。雖然許多代表憲法辯論雙方的其他文章都是以羅馬名字寫的，但歷史學家阿爾伯特·弗特朗格勒認為，「普布利烏斯」比「凱撒」、「布魯圖斯」甚至是「加圖」都要高一等。普布利烏斯·瓦萊里烏斯（Publius Valerius）幫助建立了古羅馬共和國。他更有名的名字，普布利寇拉（Publicola），意思是「人民的朋友」。漢密爾頓在1778年將這個假名用於三封信中，他在信中攻擊了同盟聯邦主義者塞繆爾·蔡斯，並透露了蔡斯利用在國會獲得的知識試圖控制麵粉市場的事實。

### 作者

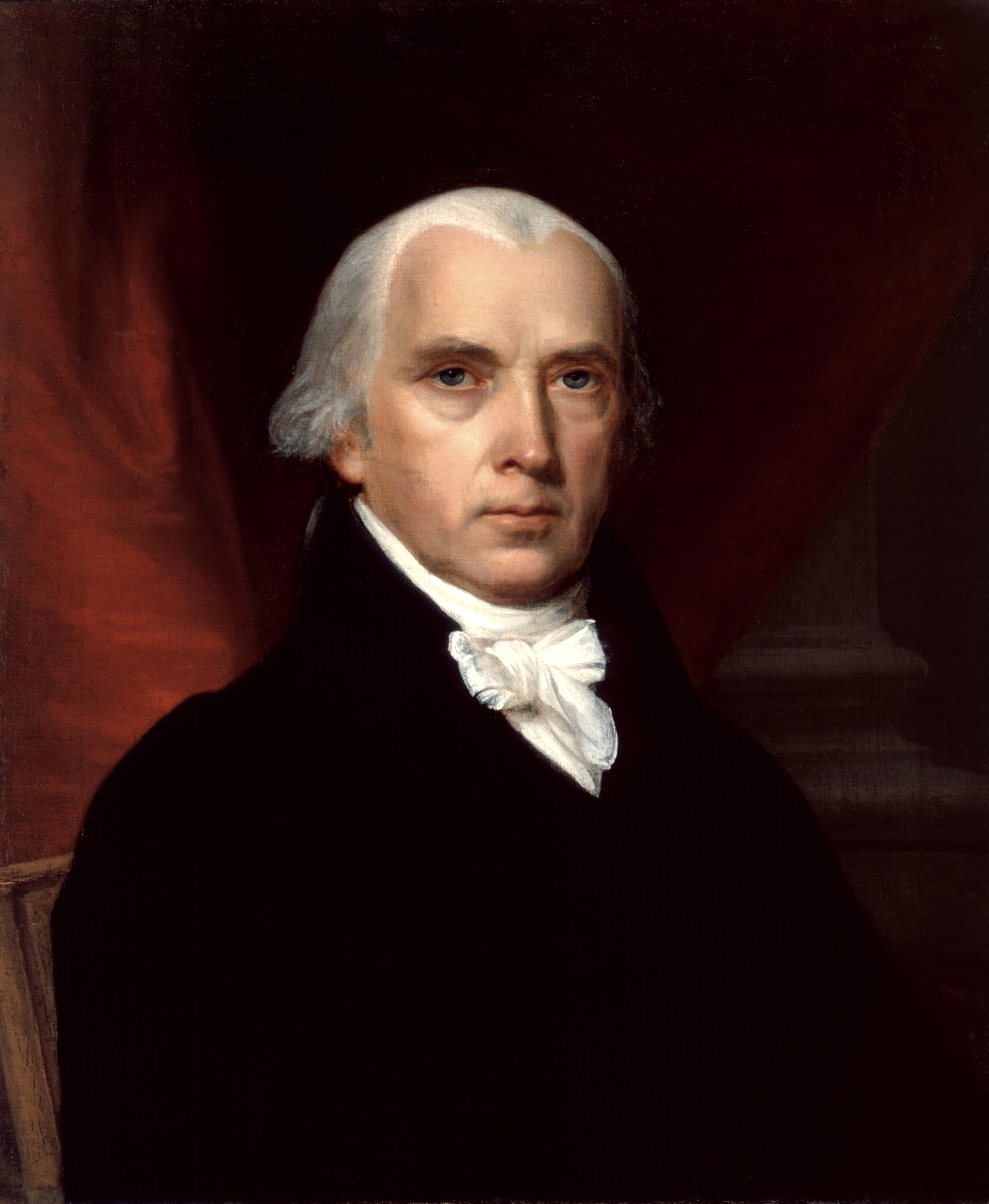
詹姆斯·麥迪遜，漢密爾頓的主要合作者，後來成為美國第四任總統（1809-1817）

在發表時，《聯邦黨人文集》的作者試圖隱藏自己的身份，因為漢密爾頓和麥迪遜曾參加過會議。然而，敏銳的觀察者正確地識別出了漢密爾頓、麥迪遜和傑伊的身份。確定構成《聯邦黨人文集》的文章的作者真實性並不總是清楚的。在漢密爾頓於1804年去世後，出現了一份清單，聲稱他獨自撰寫了《聯邦黨人文集》的三分之二。一些人認為其中幾篇文章是由麥迪遜寫的（第49至58號和第62至63號）。1944年，學者道格拉斯·艾黛爾進行了學術研究，提出了以下作者歸屬的假設，1964年通過對文本的電腦分析得到證實：
- 亞歷山大·漢密爾頓（51篇文章：第1號，第6-9號，第11-13號，第15-17號，第21-36號，第59-61號，和第65-85號）
- 詹姆斯·麥迪遜（29篇文章：第10號，第14號，第18-20號，[16]第37-58號和第62-63號）
- 約翰·傑伊（5篇文章：第2-5號和第64號）。

在六個月的時間裡，這三位男士共寫了85篇文章。漢密爾頓曾是1780年代全國憲法改革的主要倡導者，並且是1789年制憲會議的紐約州的三位代表之一，於1789年成為首任美國財政部長，並在1795年辭職。麥迪遜現在被公認為是憲法之父，盡管他在有生之年多次拒絕這一榮譽，他成為了維吉尼亞州（1789-1797年）的美國眾議院的主要成員，並擔任國務卿（1801-1809年），最終成為美國第四任總統（1809-1817年）。
約翰·傑伊曾於1784年至1789年間擔任邦聯條款下的外交事務秘書，於1789年成為首位美國首席大法官，並於1795年辭職接受紐約州州長的選舉，擔任兩個任期，並於1801年退休。

### 出版

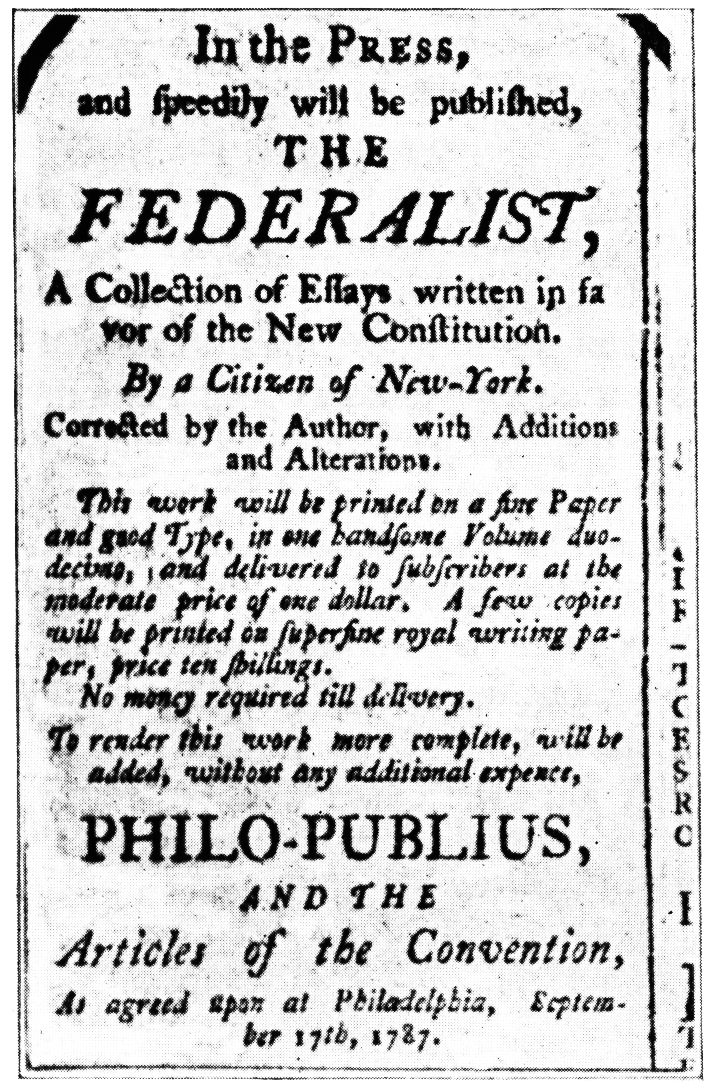
《聯邦黨人文集》書籍版的廣告

《聯邦黨人文集》的文章出現在三份紐約報紙上：《獨立期刊》、《紐約郵報》和《每日廣告》上，始於1787年10月27日。雖然這些文章是倉促寫作和發表的，但它們被廣泛閱讀，並對美國政治制度的形成產生了巨大影響。漢密爾頓、麥迪遜和傑伊以極快的速度發表了這些文章。有時，普布利烏斯在一周內就在報紙上發表了三到四篇新文章。蓋瑞·威爾斯觀察到這種快節奏的產出“壓倒了”任何可能的回應：“誰能在足夠的時間內回答這樣一系列的論點呢？而且根本沒有給予足夠的時間。”漢密爾頓還鼓勵在紐約州以外的報紙上轉載這些文章，事實上，它們在其他一些正在進行批准辯論的州也被刊登。然而，在紐約州以外它們的刊登並不規律，在美國其他地方它們常常被當地作家所掩蓋。
由於這些文章最初是在紐約發表的，因此其中大多數文章都以相同的問候語開頭：“給紐約州人民”。
對這些文章的高需求導致它們以更永久的形式出版。1788年1月1日，紐約出版公司J.＆A.麥克林宣布他們將將前36篇文章出版為一冊的卷子；該卷於1788年3月22日發行，名為《聯邦黨人文集》第1卷。新的文章繼續在報紙上出現；聯邦主義者文集第77號是最後一篇以這種形式首次出現的文章，於4月2日發表。第二個卷於5月28日發行，包含第37至77號聯邦主義者文集以及之前未發表的第78至85號。最後的八篇論文（第78至85號）於1788年6月14日至8月16日之間在紐約報紙上重新發表。
1792年的法文版結束了普布利烏斯的集體匿名，宣稱該作品是由“紐約州的公民漢密爾頓、麥迪遜和蓋伊”撰寫的。1802年，喬治·霍普金斯發表了一本美國版，同樣冠名作者。霍普金斯也希望“每篇文章的作者名稱都應該在前面加上”，但在這個時候漢密爾頓堅持不這樣做，這三位作者之間的文章分配保持了秘密。
第一本將論文這樣分類的出版物是1810年的版本，該版本使用了漢密爾頓留下的清單來將作者與他們的編號相關聯；這個版本出現
在編輯為漢密爾頓的著作的兩卷中。 1818年，雅各布·吉迪恩發表了一個新版本，其中包含根據麥迪遜提供的清單進行的新作者名單。 漢密爾頓的清單和麥迪遜的清單之間的差異成為了一場關於十幾篇論文作者的爭議的基礎。
霍普金斯和吉迪恩的版本都對論文本身進行了重大編輯，通常獲得了作者的批准。 1863年，亨利·道森發表了一個版本，其中包含了論文的原始文本，他認為這些文本應該按照它們在歷史上特定的時刻被撰寫的方式來保留，而不是按照多年後作者的編輯來保留。
現代學者通常使用雅各布·E·庫克於1961年編輯的《聯邦黨人文集》文本；該版本使用了報紙文本的文章編號1-76，以及麥克林版本的文章編號77-85。

### 有爭議的論文

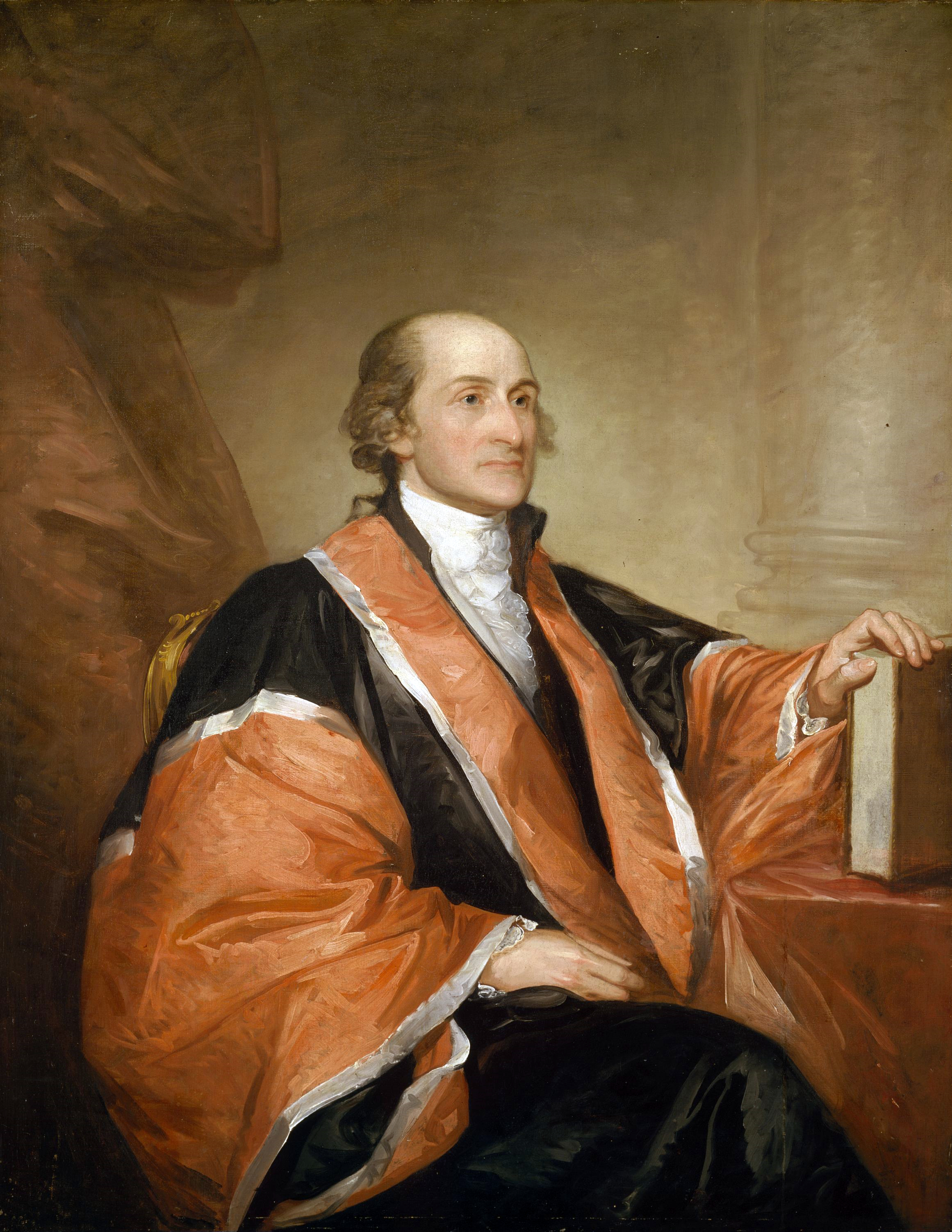
約翰·傑伊，《聯邦黨人文集》的五篇文章的作者，後來成為美國首位首席大法官

雖然對於《聯邦黨人文集》的73篇論文的作者是相當確定的，但有些學者對於其餘的十二篇論文的作者身份存在爭議。現代的共識是，麥迪遜寫了49至58號論文，而18至20號論文是他和漢密爾頓合作的成果；64號論文是由約翰·傑伊寫的。關於哪篇文章屬於誰的第一次公開指定是由漢密爾頓提供的，在他與亞倫·伯爾最終致命的槍戰之前的幾天，他向他的律師提供了一份詳細列出每一篇論文作者的清單。這份清單把63篇論文全部歸功於漢密爾頓（其中三篇與麥迪遜共同撰寫），幾乎占了全部的四分之三，並被用作1810年首次對論文進行具體歸屬的印刷品的基礎。
麥迪遜並沒有立即對漢密爾頓的清單提出異議，但為1818年吉迪恩版的《聯邦黨人文集》提供了自己的清單。麥迪遜為自己聲稱了29篇論文，並建議兩份清單之間的差異“無疑是由於[漢密爾頓]的備忘錄匆忙製作的。”漢密爾頓清單中的一個已知錯誤──漢密爾頓將54號論文錯誤地歸因於約翰·傑伊，而實際上，這是傑伊寫的第64號──提供了一些證據支持麥迪遜的建議。
已進行了文體分析，試圖準確辨認每篇個別論文的作者。通過檢查詞選和寫作風格，研究通常一致認為有爭議的論文是由詹姆斯·麥迪遜寫的。然而，也有明顯的例外，認為現在廣泛歸因於麥迪遜的一些論文實際上是合作成果。

### 對於憲法批准辯論的影響
《聯邦黨人文集》的撰寫是為了支持憲法的批准，特別是在紐約州。他們是否成功達成這一目標還是值得懷疑的。每個州都進行了獨立的批准程序，這些文章在紐約州之外並未得到可靠的再版；此外，當這一系列文章進行得有聲有色時，一些重要的州已經批准了憲法，例如賓夕法尼亞州於12月12日。紐約州一直持續到7月26日；無疑，聯邦主義者文集在那裡比任何其他地方都更加重要，但弗特万格勒認為它“幾乎無法與批准辯論中的其他主要力量相提並論”——具體而言，這些力量包括著名聯邦主義者的個人影響力，例如漢密爾頓和傑伊，以及反對聯邦主義者，包括喬治·克林頓州長。此外，當紐約州進行投票時，已經有十個州批准了憲法，因此它已經通過了——只有九個州需要批准才能建立新政府；第十個州弗吉尼亞州的批准給紐約州帶來了壓力。在這種情況下，弗特万格勒觀察到，“紐約州的拒絕會使該州成為一個奇怪的局外人。”
只有19位聯邦主義者當選為紐約州的批准大會代表，而反對聯邦主義者則有46位代表。雖然紐約州確實於7月26日批准了憲法，但對於支持憲法的聯邦主義者缺乏公眾支持，使歷史學家約翰·卡明斯基認為《聯邦黨人文集》對紐約市民的影響“微乎其微”。
至於弗吉尼亞州，它只在於6月25日的大會上批准了憲法，漢密爾頓在一封給麥迪遜的信中寫道，已將《聯邦黨人文集》的匯編版寄給了弗吉尼亞州；弗特万格勒推測這是作為該處大會的“辯論手冊”，儘管他聲稱這種間接影響力是一種“可疑的榮譽”。然而，在弗吉尼亞州辯論中更重要的可能是乔治·华盛顿對提案憲法的支持，以及麥迪遜和埃德蒙·伦道夫，即州長，在辯論中爭取批准。

## 司法上的运用和解释
在美国的司法审判实践中，法官们经常将《联邦党人文集》作为关于美国宪法制定当初的起草过程的立法资料来使用。但是，在宪法解释过程中对联邦党人文集的尊重程度也遭到了很多非议。早在1819年，大法官约翰·马歇尔就在著名的麦卡洛诉马里兰州一案的判决书中指出，“该文集的作者所表达的观点在宪法解释中的作用应该得到人们极大的尊敬。这些作品的价值是不可超越的。但是，在把作者们的观点运用于我们的政府运作的实际问题的时候，法官必须保留对其修正适用的权利。”

## 对权利法案的抵制
联邦党人文集（尤其是第84号文）以反对权利法案而著称。在宪法中加入权利法案这一想法，从一开始就饱受争议。因为宪法并不通过列举具体的权利来保护人民，因此一旦这样的法案通过，人们会害怕这反而会成为人民权利的限制。然而，权利法案的支持者们指出，一份人民权利的列表并不应该被理解为是绝对完整的，它只是列举了人权中最为重要的一些权利，而并不包括所有人所应该拥有的权利。当然，持有这种观点的人都认为司法权力将在实践中扩张性地解释权利法案。

## 后世评价
这些文章在此后的二百年里成了法学家和历史学家的必修课，到2000年为止，《联邦党人文集》里的观点已经被联邦最高法院在判决书中引用了291次。它对后世的影响源远流长。一位学者说：“ 它对宪法的解释无与伦比，不管从广度还是深度上说，这部经典政治学著作无法被超越。”美国前总统西奥多·罗斯福说：“它是一本现实政治的最好教材。”

## 中文译本
- 《联邦党人文集》，程逢和、在汉、舒逊译，1980年，商务印书馆
- 《联邦论》，謝淑斐，2006年，左岸文化
- 《联邦论：美国宪法述评》，尹宣，2010年，译林出版社

## 拓展书目
- Dietze, Gottfried. The Federalist: A Classic on Federalism and Free Government, Baltimore: The Johns Hopkins Press, 1960.
- Epstein, David F. The Political Theory of the Federalist, Chicago: The University of Chicago Press, 1984.
- Gray, Leslie, and Wynell Burroughs. "Teaching With Documents: Ratification of the Constitution," Social Education, 51 (1987): 322-324.
- Kessler, Charles R. Saving the Revolution: The Federalist Papers and the American Founding, New York: 1987.
- Patrick, John J., and Clair W. Keller. Lessons on the Federalist Papers: Supplements to High School Courses in American History, Government and Civics, Bloomington, IN: Organization of American Historians in association with ERIC/ChESS, 1987. ED 280 764.
- Schechter, Stephen L. Teaching about American Federal Democracy, Philadelphia: Center for the Study of Federalism at Temple University, 1984. ED 248 161.
- Yarbrough, Jean. "The Federalist". This Constitution: A Bicentennial Chronicle, 16 (1987): 4-9. SO 018 489.
- Webster, Mary E. The Federalist Papers: In Modern Language Indexed for Today's Political Issues. Bellevue, WA.: Merril Press, 1999.
- White, Morton. Philosophy, The Federalist, and the Constitution, New York: 1987.
- Wills, Gary. Explaining America: The Federalist, Garden City, NJ: 1981.
- Wills, Gary. The Federalist Papers: By Alexander Hamilton, James Madison, and John Jay, New York: Bantam Book, 1982.